# Lizières
Lizières est une commune française située dans le département de la Creuse en région Nouvelle-Aquitaine.

## Géographie
Lizières est située au sud-est de La Souterraine.
Le territoire communal est arrosé par la Gartempe et par la Cazine qui y prend sa source.
| La Souterraine          | Noth           |                        |
| Saint-Priest-la-Feuille | Lizières       | Saint-Priest-la-Plaine |
|                         | Le Grand-Bourg |                        |

### Climat
Pour des articles plus généraux, voir Climat de la Nouvelle-Aquitaine et Climat de la Creuse.
Historiquement, la commune est dans une zone de transition entre le climat océanique limousin et le climat montagnard.  
En 2020, Météo-France publie une typologie des climats de la France métropolitaine dans laquelle la commune est dans une zone de transition entre le climat océanique altéré et le climat de montagne et est dans la région climatique  Ouest et nord-ouest du Massif Central, caractérisée par une pluviométrie annuelle de 900 à 1 500 mm, maximale en automne et en hiver.
Pour la période 1971-2000, la température annuelle moyenne est de 10,5 °C, avec  une amplitude thermique annuelle de 14,8 °C. Le cumul annuel moyen de précipitations est de 985 mm, avec 13,1 jours de précipitations en janvier et 8 jours en juillet. Pour la période 1991-2020, la température moyenne annuelle observée sur la station météorologique la plus proche, située sur la commune de La Souterraine à 7,38 km à vol d'oiseau, est de 0,0 °C et le cumul annuel moyen de précipitations est de 0,0 mm,. Pour l'avenir, les paramètres climatiques de la commune estimés pour 2050 selon différents scénarios d’émission de gaz à effet de serre sont consultables sur un site dédié publié par Météo-France en novembre 2022.

### Milieux naturels et biodiversité

#### Espaces protégés
La protection réglementaire est le mode d’intervention le plus fort pour préserver des espaces naturels remarquables et leur biodiversité associée,
En 2023, il n'existe aucune aire protégée sur le territoire communal.

#### Réseau Natura 2000
Le réseau Natura 2000 est un réseau écologique européen de sites naturels d'intérêt écologique élaboré à partir des directives habitats et oiseaux, constitué de zones spéciales de conservation (ZSC) et de zones de protection spéciale (ZPS).
Il existe un site Natura 2000 sur la commune : « vallée de la Gartempe sur l'ensemble de son cours et affluents » qui s'étend sur 3 560 hectares sur 50 communes des départements de la Creuse et de la Haute-Vienne. Elle concerne le sud de la commune sur près de trois kilomètres, depuis le nord de la Couture de Chassagnaud jusqu'en aval du lieu-dit le Moulin de Masvigner.

#### Zones naturelles d'intérêt écologique, faunistique et floristique

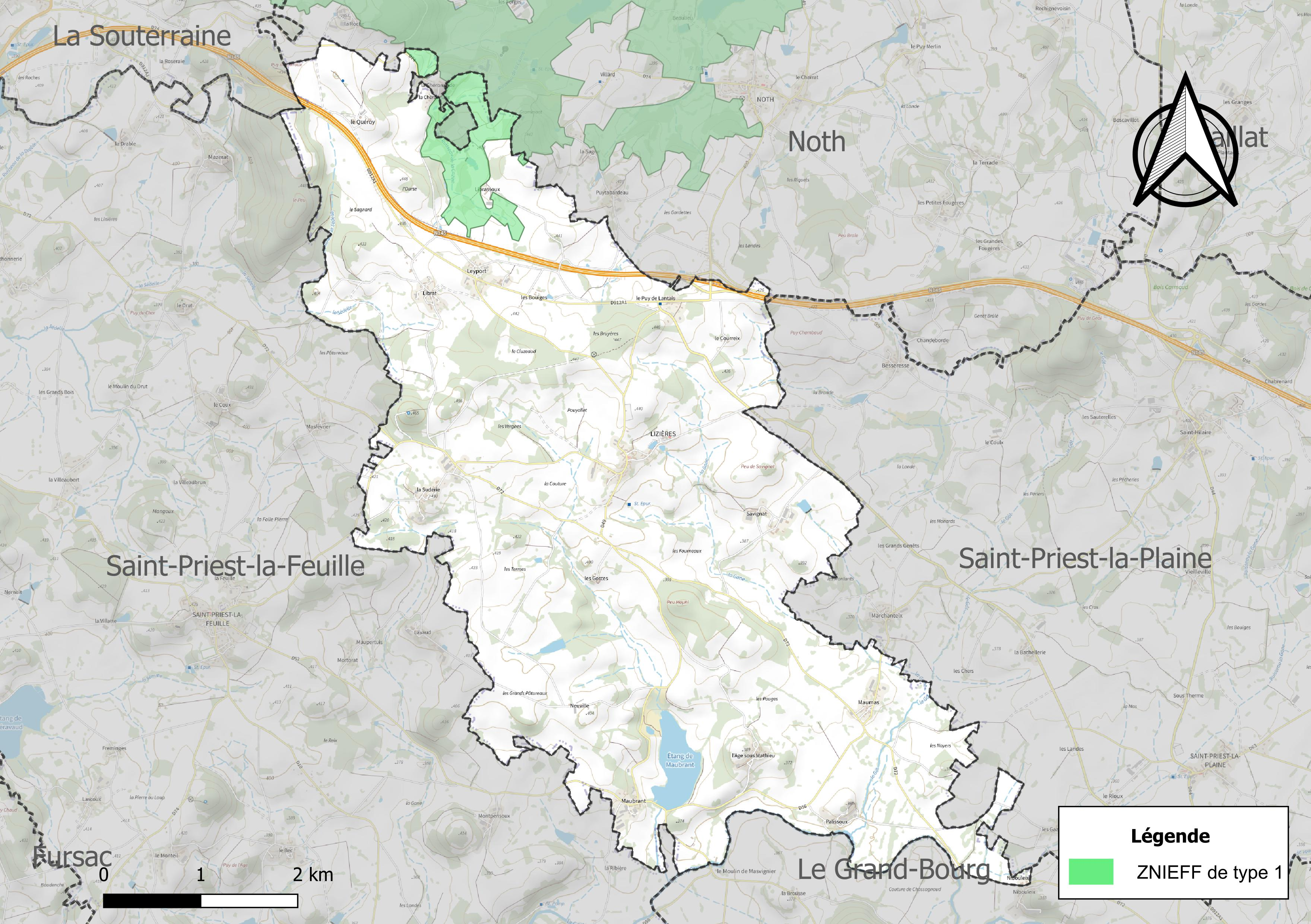
Carte de la ZNIEFF de type 1 à Lizières.

L'inventaire des zones naturelles d'intérêt écologique, faunistique et floristique (ZNIEFF) a pour objectif de réaliser une couverture des zones les plus intéressantes sur le plan écologique, essentiellement dans la perspective d’améliorer la connaissance du patrimoine naturel national et de fournir aux différents décideurs un outil d’aide à la prise en compte de l’environnement dans l’aménagement du territoire.
En 2023, deux ZNIEFF sont recensées sur la commune d’après l'INPN.
Le site « bois, bocage et étang de la Grande Cazine » est une ZNIEFF de type 1 qui s'étend sur 704 hectares, incluant les étangs de la Grande Cazine et de la Petite Cazine ; elle est située majoritairement sur le territoire de Noth (près de 90 %), et très partiellement sur ceux de Lizières (quarante hectares dans le nord-ouest de la commune, autour de Librassoux et au nord-ouest de la Chéronnade, soit 5,6 %), Saint-Agnant-de-Versillat et La Souterraine,.
Cette zone présente une diversité biologique importante avec 168 espèces animales recensées dont treize espèces déterminantes (deux insectes, quatre mammifères, quatre oiseaux et trois poissons), ainsi que 13 espèces végétales dont six déterminantes de plantes phanérogames.
Le site « vallée de la Gartempe sur l'ensemble de son cours » est une ZNIEFF de type 2 qui s'étend sur 3 978,62 hectares sur 52 communes des départements de la Creuse et de la Haute-Vienne,. Il concerne le sud de la commune sur près de trois kilomètres, depuis le nord de la Couture de Chassagnaud jusqu'en aval du lieu-dit le Moulin de Masvigner.

## Urbanisme

### Typologie
Au 1er janvier 2024, Lizières est catégorisée commune rurale à habitat très dispersé, selon la nouvelle grille communale de densité à 7 niveaux définie par l'Insee en 2022.
Elle est située hors unité urbaine. Par ailleurs la commune fait partie de l'aire d'attraction de La Souterraine, dont elle est une commune de la couronne,. Cette aire, qui regroupe 12 communes, est catégorisée dans les aires de moins de 50 000 habitants,.

### Occupation des sols
L'occupation des sols de la commune, telle qu'elle ressort de la base de données européenne d’occupation biophysique des sols Corine Land Cover (CLC), est marquée par l'importance des territoires agricoles (90 % en 2018), en augmentation par rapport à 1990 (87,4 %). La répartition détaillée en 2018 est la suivante : 
zones agricoles hétérogènes (46,3 %), prairies (43,8 %), forêts (10 %). L'évolution de l’occupation des sols de la commune et de ses infrastructures peut être observée sur les différentes représentations cartographiques du territoire : la carte de Cassini (XVIIIe siècle), la carte d'état-major (1820-1866) et les cartes ou photos aériennes de l'IGN pour la période actuelle (1950 à aujourd'hui).

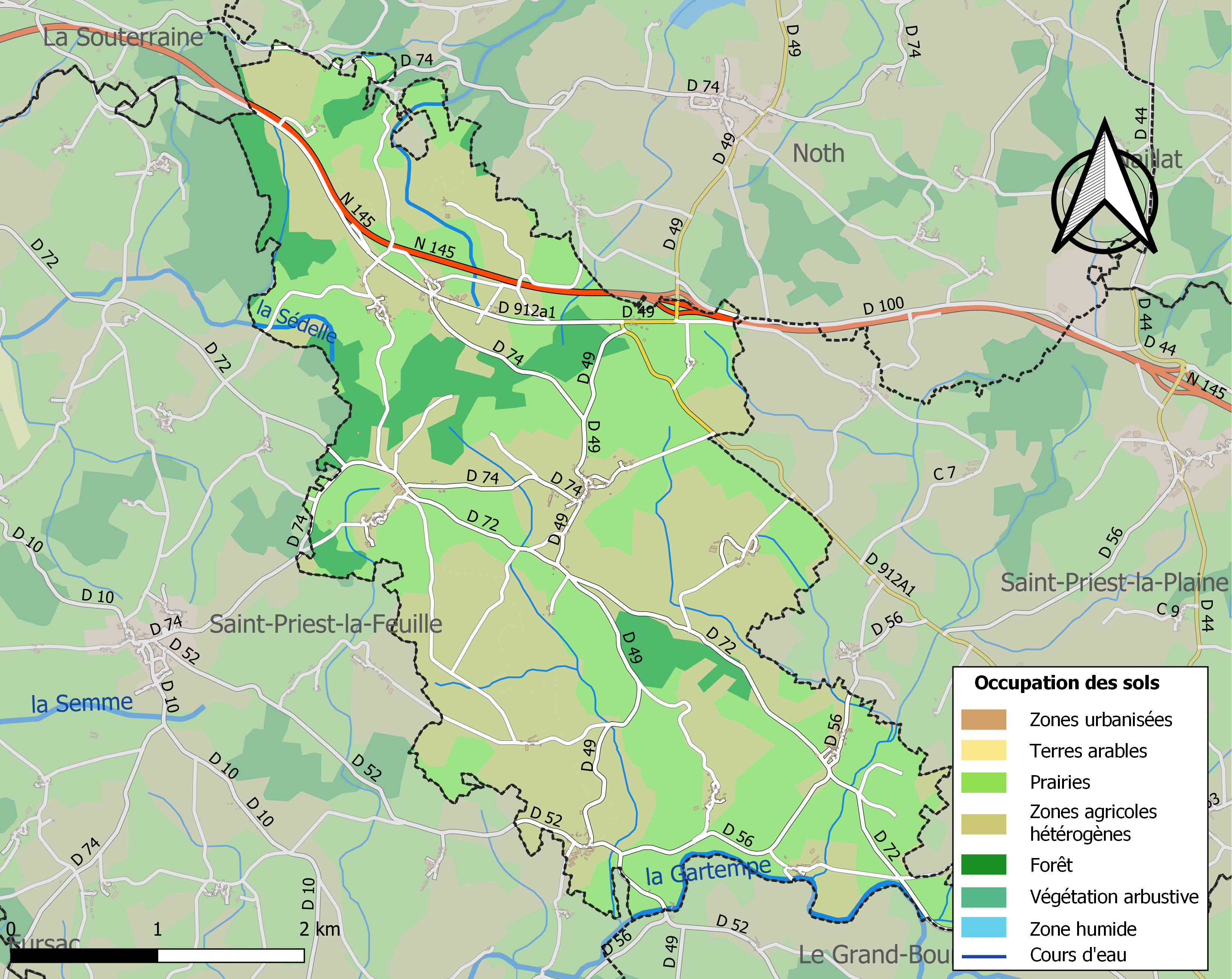
Carte des infrastructures et de l'occupation des sols de la commune en 2018 (CLC).

### Risques majeurs
Le territoire de la commune de Lizières est vulnérable à différents aléas naturels : météorologiques (tempête, orage, neige, grand froid, canicule ou sécheresse) et séisme (sismicité faible). Il est également exposé à un risque technologique,  le transport de matières dangereuses, et à un risque particulier : le risque de radon. Un site publié par le BRGM permet d'évaluer simplement et rapidement les risques d'un bien localisé soit par son adresse soit par le numéro de sa parcelle.

#### Risques naturels

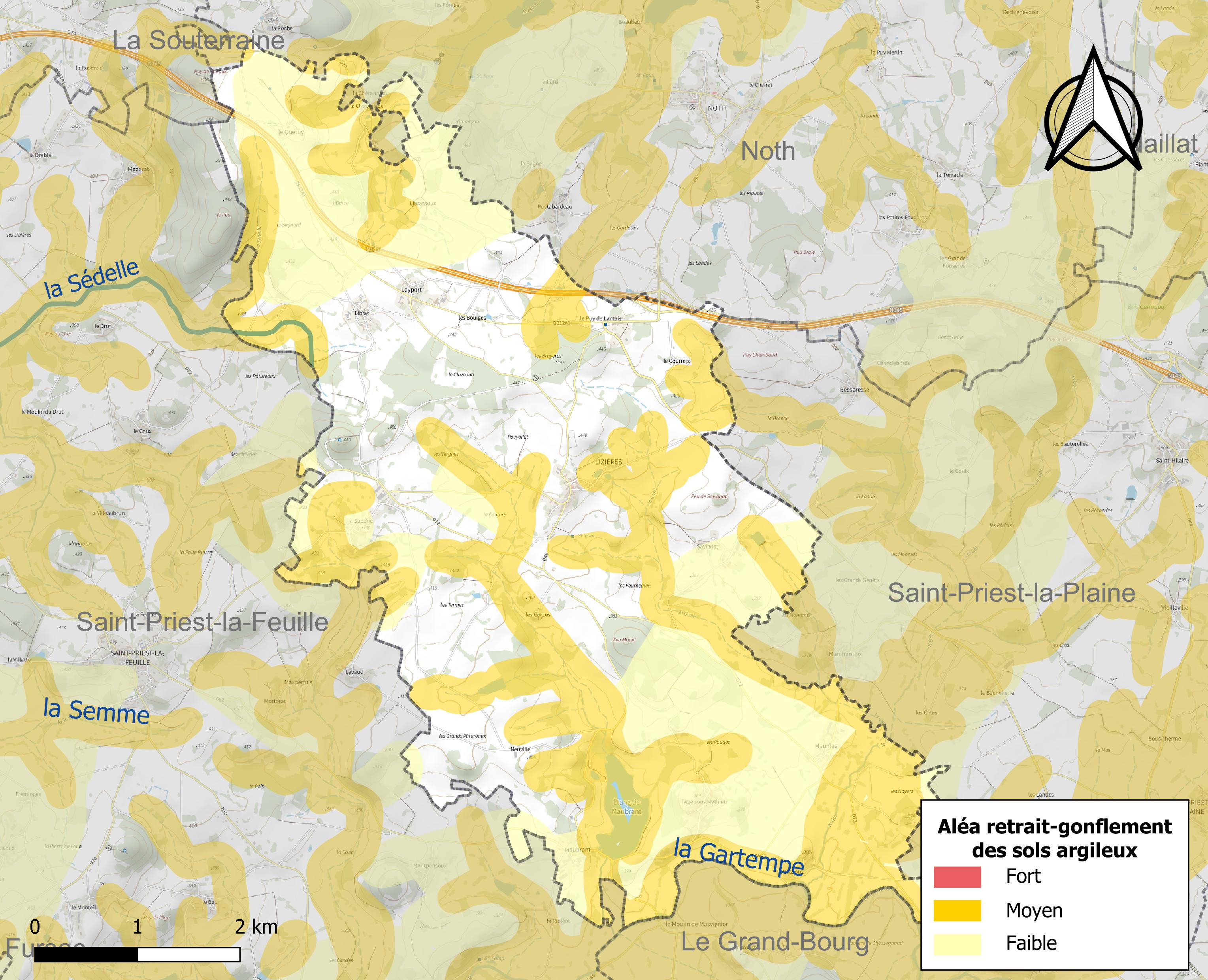
Carte des zones d'aléa retrait-gonflement des sols argileux de Lizières.

Le retrait-gonflement des sols argileux est susceptible d'engendrer des dommages importants aux bâtiments en cas d’alternance de périodes de sécheresse et de pluie. 40,5 % de la superficie communale est en aléa moyen ou fort (33,6 % au niveau départemental et 48,5 % au niveau national). Sur les 165 bâtiments dénombrés sur la commune en 2019,  22 sont en aléa moyen ou fort, soit 13 %, à comparer aux 25 % au niveau départemental et 54 % au niveau national. Une cartographie de l'exposition du territoire national au retrait gonflement des sols argileux est disponible sur le site du BRGM,.
Par ailleurs, afin de mieux appréhender le risque d’affaissement de terrain, l'inventaire national des cavités souterraines permet de localiser celles situées sur la commune.
La commune a été reconnue en état de catastrophe naturelle au titre des dommages causés par les inondations et coulées de boue survenues en 1982, 1993 et 1999. Concernant les mouvements de terrains, la commune a été reconnue en état de catastrophe naturelle au titre des dommages causés par des mouvements de terrain en 1999.

#### Risques technologiques
Le risque de transport de matières dangereuses sur la commune est lié à sa traversée par une ou des infrastructures routières ou ferroviaires importantes ou la présence d'une canalisation de transport d'hydrocarbures. Un accident se produisant sur de telles infrastructures est susceptible d’avoir des effets graves sur les biens, les personnes ou l'environnement, selon la nature du matériau transporté. Des dispositions d’urbanisme peuvent être préconisées en conséquence.

#### Risque particulier
Dans plusieurs parties du territoire national, le radon, accumulé dans certains logements ou autres locaux, peut constituer une source significative d’exposition de la population aux rayonnements ionisants. Certaines communes du département sont concernées par le risque radon à un niveau plus ou moins élevé. Selon la classification de 2018, la commune de Lizières est classée en zone 3, à savoir zone à potentiel radon significatif.

## Politique et administration

### Région
La commune appartient à la région Nouvelle-Aquitaine depuis le 1er janvier 2016 (à la région Limousin avant cette date).

### Département
Le département a été créé à la révolution française, le 4 mars 1790 en application de la loi du 22 décembre 1789, essentiellement à partir de l'ancienne province de la Marche. Ses habitants sont appelés les Creusois.
Les conseillers généraux sont élus dans le cadre des cantons pour une durée 6 ans. Dans la Creuse, il y a 27 cantons et donc 27 conseillers généraux. Ces derniers élisent en leur sein le président du conseil général de la Creuse. Depuis 2001, c'est  Jean-Jacques Lozach, conseiller général de Bourganeuf, qui en est le président.
Le conseiller général du canton de Le Grand-Bourg est Didier Bardet (PS depuis 2011).

### Circonscription
Lizières appartenait à la 1re circonscription composée des cantons de Bénévent-l'Abbaye, Bonnat, Bourganeuf, Dun-le-Palestel, Le Grand-Bourg, Guéret-Nord, Guéret-Sud-Est, Guéret-Sud-Ouest, Saint-Vaury et La Souterraine jusqu'aux élections de juin 2012.
Depuis le redécoupage des circonscriptions législatives françaises de 2010, la Creuse ne comporte plus qu'une seule circonscription. 
Lors des élections législatives françaises de 2012, Michel Vergnier qui était le député (PS) de la 1re circonscription depuis 1997 a été élu député de la Creuse face à Jean Auclair qui était le député (UMP) de la deuxième circonscription.

### Liste des maires

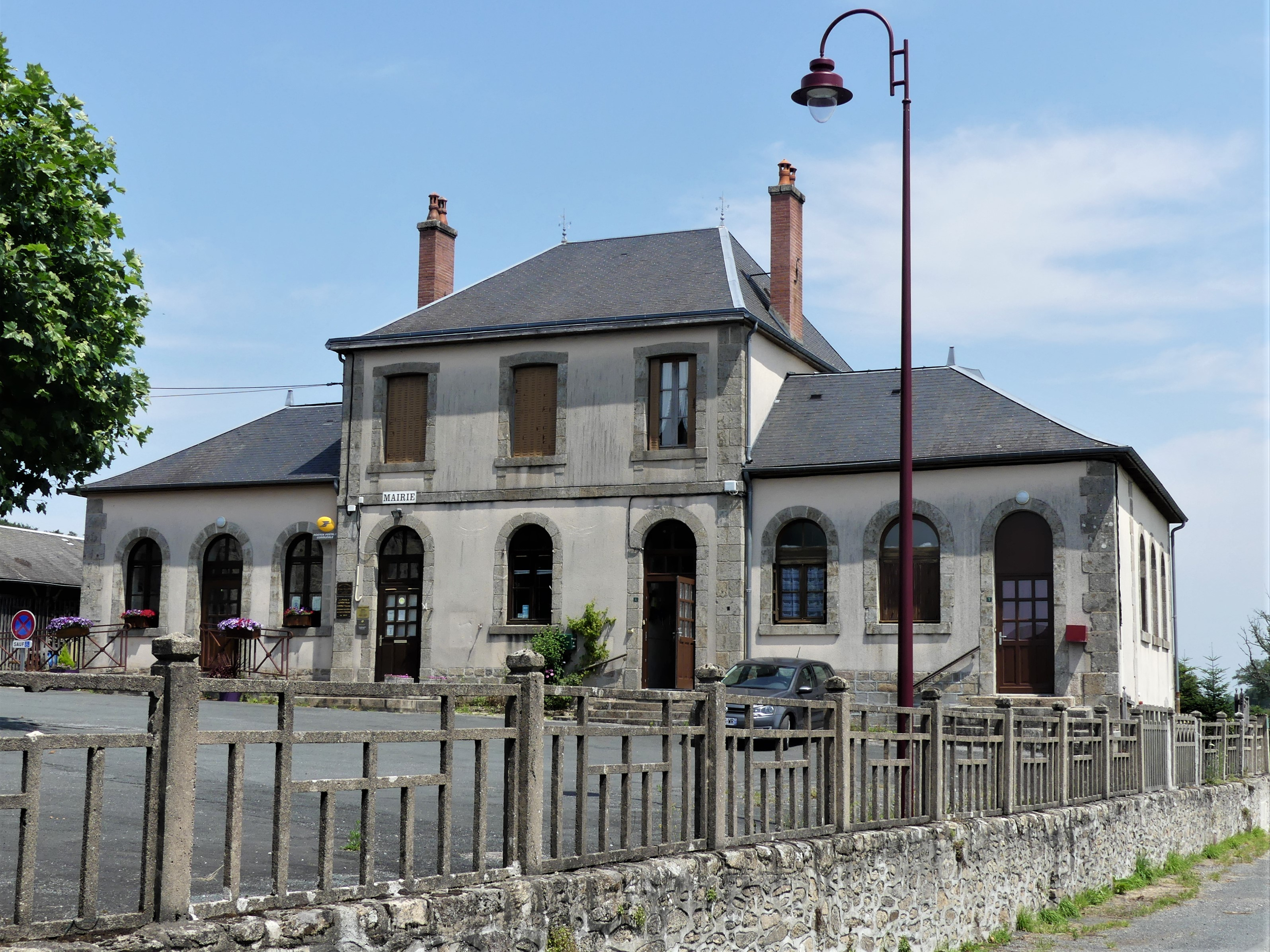
La mairie en 2021.

| Période                                  | Période      | Identité               | Étiquette | Qualité       |
| ---------------------------------------- | ------------ | ---------------------- | --------- | ------------- |
| Les données manquantes sont à compléter. |              |                        |           |               |
|                                          |              |                        |           |               |
| mars 1977                                | ?            | Lucien Labrousse       |           |               |
| ?                                        | 1995         | Bernard Lefaure        |           |               |
| 1995                                     | février 2011 | André Poupard          | PCF       |               |
| mars 2011                                | avril 2014   | Marie-Françoise Lebeuf |           |               |
| mai 2014                                 | En cours     | Évelyne Chétif         | SE        | Fonctionnaire |

## Démographie
En 2022 , la commune de Lizières comptait 236 habitants. À partir du XXIe siècle, les recensements réels des communes de moins de 10 000 habitants ont lieu tous les cinq ans. Les autres chiffres sont des estimations.
| 1793 | 1800 | 1806 | 1821 | 1831 | 1836 | 1841 | 1846 | 1851 |
| ---- | ---- | ---- | ---- | ---- | ---- | ---- | ---- | ---- |
| 632  | 582  | 614  | 648  | 598  | 674  | 678  | 670  | 668  |

| 1856 | 1861 | 1866 | 1872 | 1876 | 1881 | 1886 | 1891 | 1896 |
| ---- | ---- | ---- | ---- | ---- | ---- | ---- | ---- | ---- |
| 666  | 656  | 687  | 619  | 711  | 714  | 732  | 742  | 674  |

| 1901 | 1906 | 1911 | 1921 | 1926 | 1931 | 1936 | 1946 | 1954 |
| ---- | ---- | ---- | ---- | ---- | ---- | ---- | ---- | ---- |
| 660  | 655  | 634  | 556  | 568  | 525  | 538  | 493  | 431  |

| 1962 | 1968 | 1975 | 1982 | 1990 | 1999 | 2005 | 2006 | 2010 |
| ---- | ---- | ---- | ---- | ---- | ---- | ---- | ---- | ---- |
| 390  | 355  | 310  | 313  | 303  | 284  | 260  | 260  | 283  |

| 2015 | 2020 | 2022 | - | - | - | - | - | - |
| ---- | ---- | ---- | - | - | - | - | - | - |
| 272  | 240  | 236  | - | - | - | - | - | - |

## Culture locale et patrimoine

### Lieux et monuments
- Église Saint-Martin de Lizières.

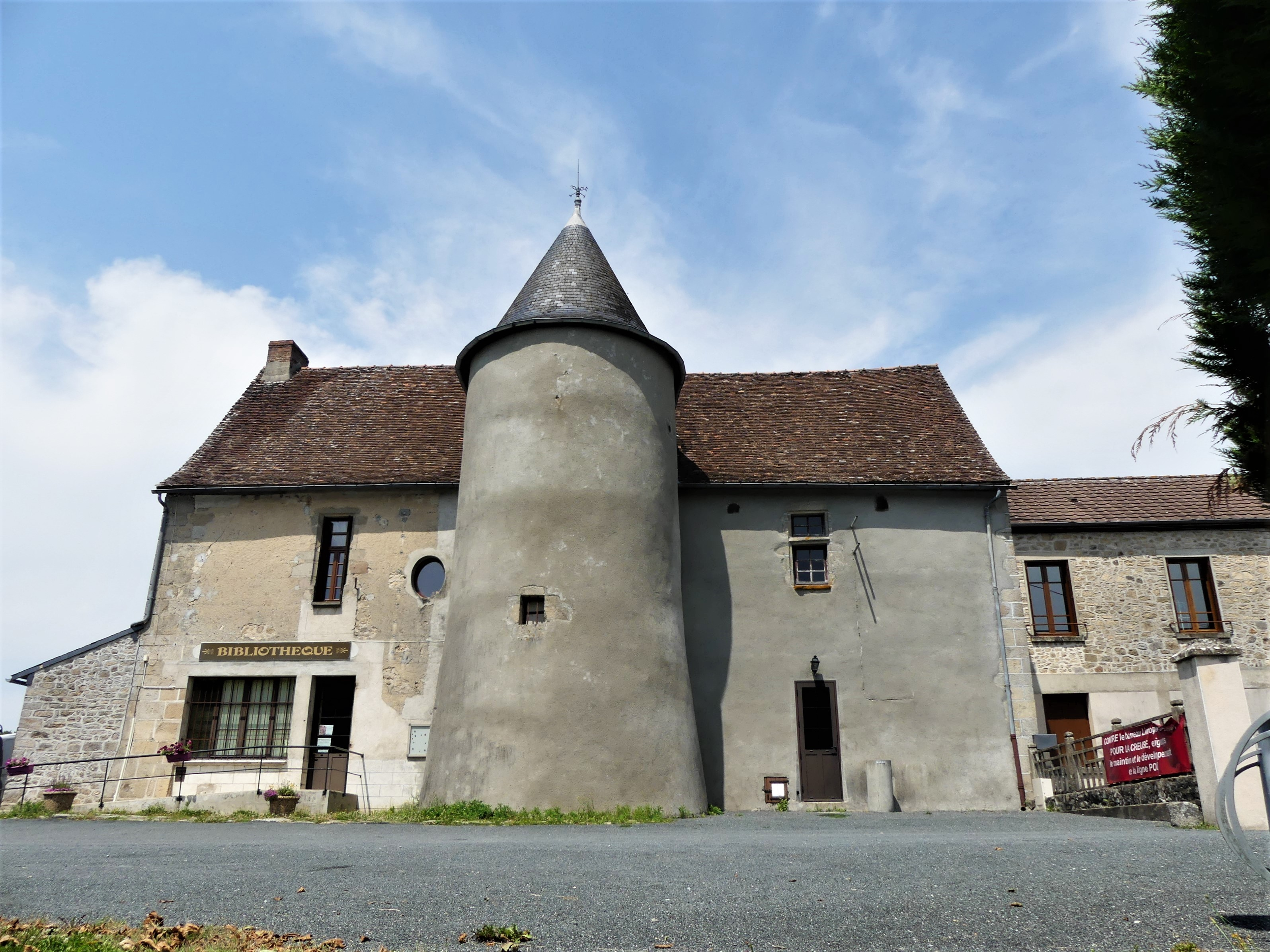
Bâtiment abritant la bibliothèque municipale.

- Ancien édifice fortifié à côté de la mairie, dans lequel est installée la bibliothèque municipale.

### Lizières dans la littérature
Lizières est citée dans le poème d’Aragon, Le Conscrit des cent villages, écrit comme acte de résistance intellectuelle de manière clandestine au printemps 1943, pendant la Seconde Guerre mondiale.